# Chrasť nad Hornádom
Chrasť nad Hornádom (Hongaars: Haraszt) is een Slowaakse gemeente in de regio Košice, en maakt deel uit van het district Spišská Nová Ves.
Chrasť nad Hornádom telt 842 inwoners.